# 21064 Yangliwei
21064 Yangliwei è un asteroide della fascia principale. Scoperto nel 1991, presenta un'orbita caratterizzata da un semiasse maggiore pari a 3,1830077 UA e da un'eccentricità di 0,1229605, inclinata di 2,60670° rispetto all'eclittica.